# Günter R. Witte
Günter R. Witte (* 28. Dezember 1933; † 16. Januar 2024) war ein deutscher Biologe. Er war bis zu seiner Emeritierung Professor an der Universität Kassel und verfasste u. a. ein Standardwerk über den Europäischen Maulwurf.

## Werdegang und Werk
Witte promovierte 1965 an der Universität Bonn. Später war er Leiter der Arbeitsgruppe Didaktik der Biologie und des Sachunterrichts an der Universität Kassel. Er forschte und schrieb vor allem über Säugetiere, aber auch zu heimischen Hummelarten und zur Blütenökologie. Darüber hinaus beschäftigte er sich mit fachdidaktisch-methodischen Fragen seines Faches und ist Autor mehrerer Lehr- und Unterrichtsfilme für Schule und Universität.

## Publikationen (Auswahl)
- Ergebnisse neuer biogeographischer Untersuchungen zur Verbreitung transadriatischer Faunen- und Floren-Elemente (1965), Diss. Bonn
- (als Herausgeber:) Zoo-Pädagogik-Unterricht. Unterweisen am Tier. Zoopädagogik vor Ort. Schritte zum Naturverständnis (5 Bände, 1991–2000), Kassel: Gesamthochschul-Bibliothek
- Der Maulwurf. Talpa europaea (1997), Magdeburg: Westarp Wissenschaften (= Die neue Brehm-Bücherei, Bd. 637), ISBN 3-89432-870-3
- Hummeln brauchen blühendes Land (1999), Magdeburg: Westarp Wissenschaften